# Gries im Pinzgau
Gries im Pinzgau  ist ein Ort im Unterpinzgauer Salzachtal, im Bezirk Zell am See. Er ist Ortschaft der Gemeinde Bruck an der Großglocknerstraße, der Ortsteil Lacken Ortschaft der Gemeinde Taxenbach.

## Geographie
Der Ort Gries liegt direkt an der Salzach und der Pinzgauer Straße (B 311), etwa 7 Kilometer vor der Öffnung des Salzachtals zum Zeller Becken. Die Ansiedlung liegt beiderseits am Schwemmkegel des Brandauer Grabens, einem Kleingewässer, das von Hundstein der Dientener Berge kommt. Der westlich (flussaufwärts) des Bachs liegende Ortsteil gehört zu Bruck, die östlich liegenden zu Taxenbach.
Zur Ortschaft Lacken gehört auch die Leyrerfeldsiedlung und die Einzellage Wengersbach.
Dass auf der B 311 der ganze Abschnitt von Lacken und Gries als Ortsgebiet mit Gries im Pinzgau ausgewiesen ist, gab Anlass zu einem höchstgerichtlichen Verfahren, weil – ähnlich wie bei der von Rudolf Vouk gesetzten Maßnahme im Kärntner Ortstafelstreit, jedoch ohne politischer Intention – ein Fahrer einen Bußgeldbescheid einer Geschwindigkeitsübertretung mit der Begründung angefochten hatte, die Betafelung wäre ungültig. Das Verfahren ist anhängig (Stand 6/2011).
Nachbarortschaften:
| Winkl (Bruck/Gstr.)                  |                                             | Kleinsonnberg (Taxenbach) |
| St. Georgen im Pinzgau (Bruck/Gstr.) | Kompassrose, die auf Nachbargemeinden zeigt | Högmoos (Taxenbach)       |
|                                      | Reit (Bruck/Gstr.)                          | Thannberg (Taxenbach)     |